# Казаев, Ян Игоревич
Ян И́горевич Каза́ев (род. 26 ноября 1991, Санкт-Петербург, СССР) — российский футболист, полузащитник.

## Карьера
Воспитанник школы «Смена».
На профессиональном уровне дебютировал в ФК «Карелия», в составе которой в сезонах 2011/12 — 2012/13 в первенстве ПФЛ провёл 46 матчей, забил 7 голов.
23 июля 2013 года перешёл в клуб «Тосно» — 17 игр, два мяча. Вторую часть сезона пропустил из-за травмы.
К концу августа 2014 восстановился и перешёл в ФК «Таганрог», за который в восьми играх забил четыре гола. Из-за финансовых проблем в конце года ушёл из команды и подписал контракт с клубом ФНЛ «Динамо» СПб, где до конца сезона провёл 11 игр, забил один гол.
Перед сезоном 2015/16 перешёл в ФК «Химки», с которым выиграл первенство ПФЛ. В следующем сезоне с восемью голами стал лучшим бомбардиром клуба и был признан лучшим игроком сезона по мнению болельщиков.
В июне 2017 года вновь перешёл в ФК «Тосно», вышедший в премьер-лигу. В чемпионате России дебютировал 30 июля в домашнем матче третьего тура против «Зенита» — был заменён на 71-й минуте. 22 февраля 2018 был отдан в аренду в «Томь» до конца сезона. Дебютировал в составе томичей 17 марта 2018 года в матче против «Тюмени». Первый гол за клуб забил 21 апреля 2018 года в ворота красноярского «Енисея». 1 июня подписал с «Томью» полноценный контракт.
После этого выступал за «Сочи», а в августе 2019 года перешёл в калининградскую «Балтику». Покинул клуб в феврале 2024 года. За четыре с половиной года сыграл за «Балтику» в 125 матчах, 21 раз выводя команду на поле с капитанской повязкой, забил 21 мяч и сделал 3 результативные передачи.

## Достижения
- Серебряный призёр Первой лиги (2): 2018/19, 2022/23
- Победитель зоны «Запад» Второй лиги (2): 2013/14, 2015/16